# Kleine Röder (Schwarze Elster)
Die Kleine Röder, auch Schwarzgraben genannt, ist ein etwa 40 Kilometer langer linker Nebenarm der Großen Röder in Sachsen und Brandenburg, der von links in die Schwarze Elster mündet.

## Verlauf

### Von Zabeltitz bis Kröbeln
Die Kleine Röder zweigt bei Zabeltitz von der Großen Röder ab und läuft in nordwestlicher Richtung. In ihrem Verlauf speist die Kleine Röder mit den Koselitzern, Tiefenauern und Kröbelner Teichen mehrere eigens zur Fischzucht angelegte künstliche Gewässer. Außerdem übernahm die Kleine Röder einst auch die Scheitelhaltung des Elsterwerda-Grödel-Floßkanals, da sie den am höchsten gelegenen Wasserspiegel der drei für die Speisung dieser historischen Wasserstraße genutzten Mündungsarme der Großen Röder hat.

### Der Ziegram
Hinter der zu Bad Liebenwerda gehörenden Ortschaft Kröbeln erreicht der Fluss den Ziegram, ein etwa 1000 Hektar umfassendes Sumpf- und Moorgebiet. Die Kleine Röder durchfloss diese Landschaft in früherer Zeit als Schwarzgraben mit zahlreichen Fließen und berührte dabei auch die angrenzenden Ortslagen, wodurch deren Einwohner zum Teil direkt mit Kähnen in das Gebiet fahren konnten. Belegt ist dies vor allem an der Ortschaft Kosilenzien, wo es bis in die Gegenwart im Osten des Ortes eine Kahngasse gegeben haben soll. Eine Regulierung des Flusslaufs und umfangreiche Meliorationsmaßnahmen fanden erst ab den 1920er Jahren unter Einsatz von Strafgefangenen und in den 1930er Jahren durch den Reichsarbeitsdienst statt. Auch hier wurden nach den Flussregulierungen einst Fischteiche angelegt, welche allerdings aufgrund ihrer Unwirtschaftlichkeit bald wieder aufgegeben und eingeebnet wurden.
Der Ziegram bildet mit seinen offenen Feuchtwiesenbereichen und schilfbestandenen Flächen ein für die heimische Vogelwelt wichtiges Brutgebiet und wird im Frühling und Herbst von Zugvögeln als Rast- und Sammelplatz genutzt. In den Jahren von 1984 bis 1994 konnten durch Mitglieder des Biologischen Arbeitskreises 107 Vogelarten nachgewiesen werden, von denen 80 Arten regelmäßige oder vereinzelte Brutvögel waren. Beobachtet wurden hier unter anderem Graureiher,  Knäkente, Kranich, Seeadler, Goldammer, Rotmilan und Sumpfrohrsänger.

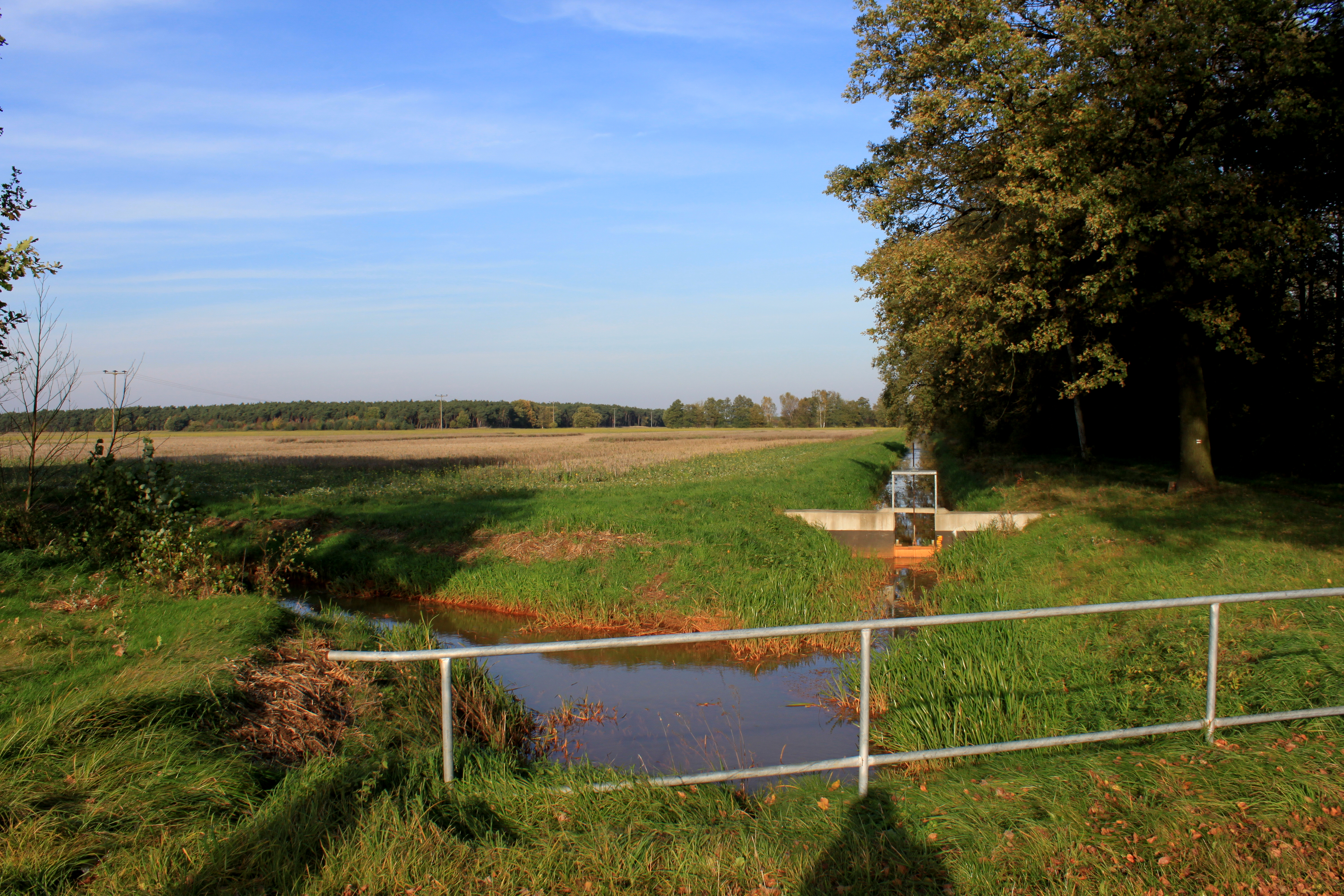
Meliorationsgräben im Ziegram
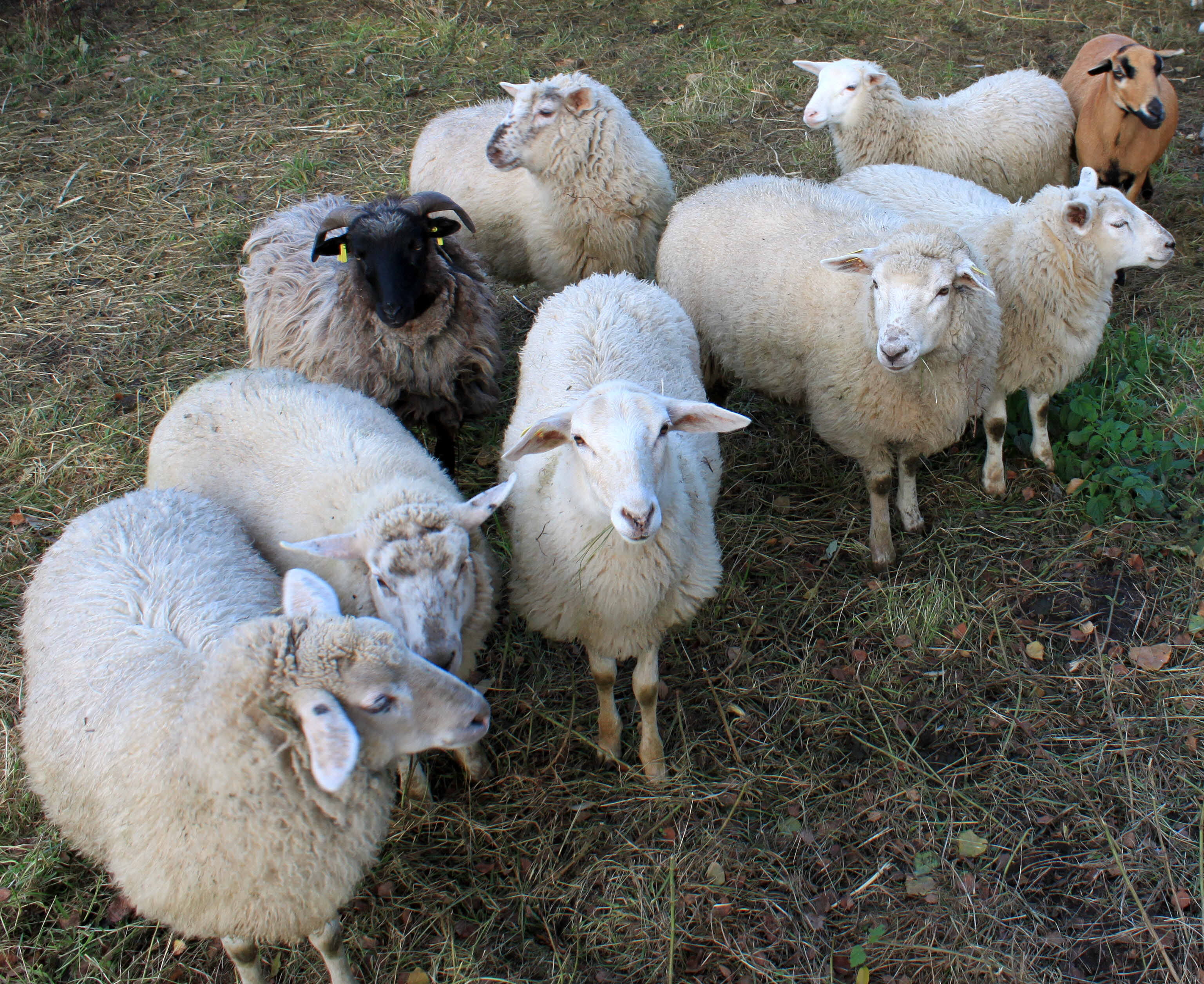
Schafe im Ziegram
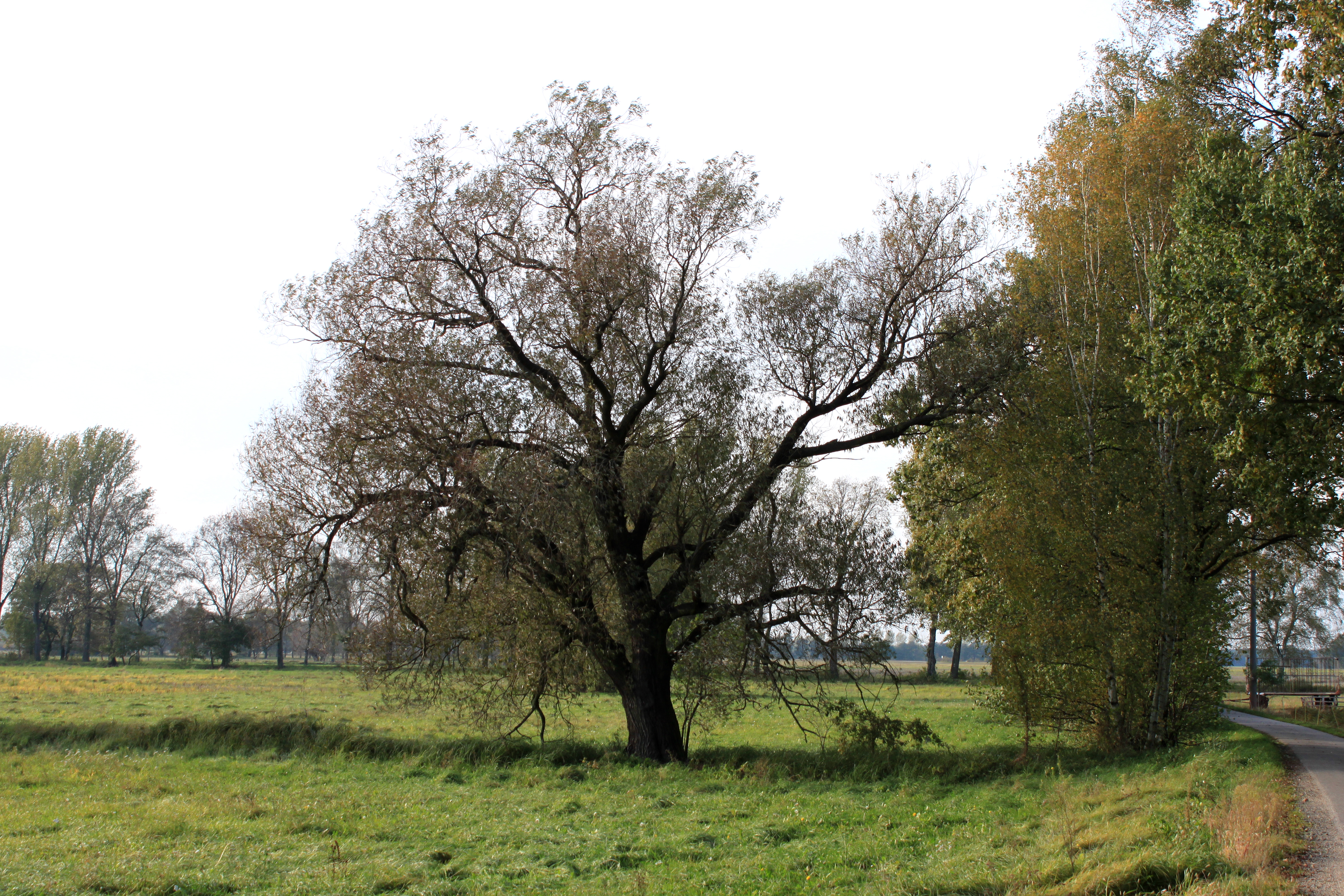
Wiesenfläche mit Weide

### Von Oschätzchen bis zur Mündung
Nordöstlich des Ziegrams schwenkt die Kleine Röder in Richtung der Ortschaft Oschätzchen ab. Kurz vor der brandenburgischen Kurstadt Bad Liebenwerda mündet sie schließlich bei deren Ortsteilen Zobersdorf und Zeischa in die Schwarze Elster.

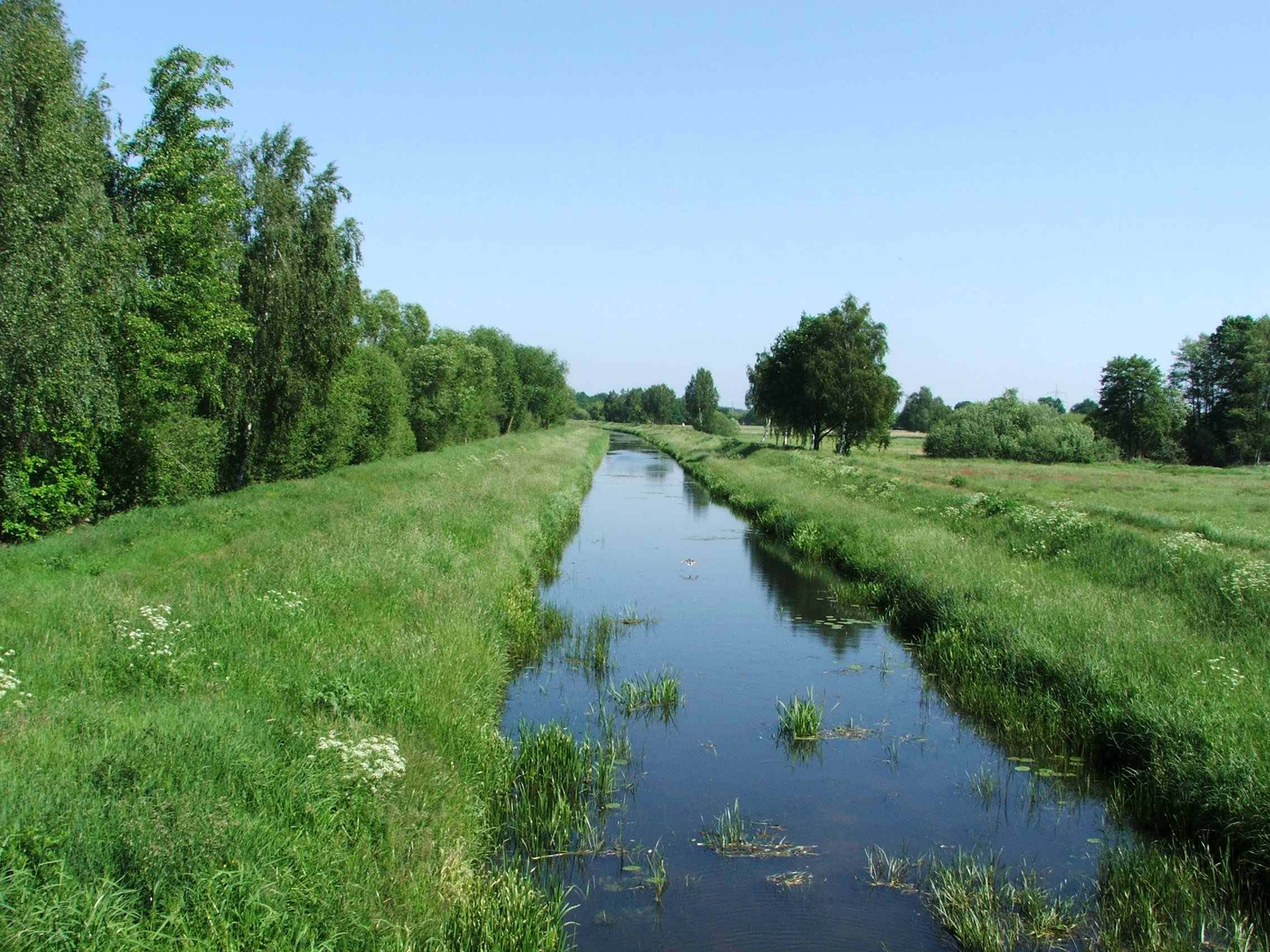
Kleine Röder am Kilometer 1,3